# Vinayak Damodar Savarkar
Vinayak Damodar Savarkar (marathi: विनायक दामोदर सावरकर), född 28 maj 1883 i Bhagur nära Nashik, Maharashtra, död 26 februari 1966 i Bombay, var en indisk författare, politisk aktivist och radikal nationalist. Etniskt var han marath.
Savarkar var grundare till organisationen Akhil Bharatiya Hindu Mahasabha. Han utgav 1920 boken Hindutva, som kom att bli grundvalen för den hindunationalistiska politiska rörelsen med samma namn. Han dömdes av brittiska myndigheter till 50 års straffarbete på Andamanerna, och frigavs efter 16 år, för att bli satt i husarrest.
Savarkar anklagades också för inblandning i mordet på Mahatma Gandhi 1948, men frikändes.